# Graham Wallas
Graham Wallas (31 maggio 1858 – 9 agosto 1932) è stato un insegnante britannico e teorico in scienze politiche e relazioni internazionali.

## Idee
In The art of Thought (1926), Wallas elabora la celeberrima distinzione del processo creativo in quattro fasi: Preparazione, Incubazione, Illuminazione e Verifica.

## Lavori
- 1889, Property under Socialism in Fabian Essays
- 1897, Life of Francis Place
- 1908, Human Nature in Politics
- 1914, The Great Society
- 1921, Our Social Heritage
- 1926, The art of Thought
- 1934, Social Judgement
- 1940, Men and Ideas, recueil d'articles avec une préface de Gilbert Murray